# Chatham Strait
De Chatham Strait of Shee ya xhaak (in het Tlingit) is een smalle zeestraat in de Alexanderarchipel in de Alaska Panhandle in het zuidoosten van Alaska in de Verenigde Staten. De zeestraat is onderdeel van de Inside Passage.

## Geografie
De zeestraat is 240 kilometer lang en strekt zich uit van de kruising van Icy Strait en Lynn Canal in het noorden tot aan de open zee van de Golf van Alaska in het zuiden. De zeestraat is diep en 5 tot 16 kilometer breed.
De zeestraat scheidt Chichagof Island en Baranof Island in het westen van Admiralty Island, Kuiu Island en Coronation Island in het oosten. Ten zuiden van Admiralty Island komt de Frederick Sound erin uit.
Het waterlichaam ligt in de mariene ecoregio Noord-Amerikaans Pacifisch Fjordland.

## Naamgeving
Het zuidelijke deel van de zeestraat werd in 1775 Ensenada del Principe genoemd door Juan Francisco de la Bodega y Quadra. In 1786 gaf Jean-François de La Pérouse het de naam Tschirikow Bay en in 1789 noemde de bonthandelaar James Colnett het Christian Sound. Andere vroege bonthandelaren noemden het Menzies Strait. Het kreeg zijn huidige naam in 1794 toen George Vancouver het Chatham Strait noemde ter ere van William Pitt, 1e graaf van Chatham; Chatham Sound, verder naar het zuiden in British Columbia, werd door Vancouver vernoemd naar zijn zoon John Pitt, 2e graaf van Chatham, wiens broer William Pitt premier van Groot-Brittannië was.